# Ivan Maček
Ivan Maček, nome di battaglia Matija (Spodnja Zadobrova, 28 maggio 1908 – Lubiana, 10 luglio 1993), è stato un politico jugoslavo, Presidente dell'Assemblea del Popolo della Slovenia dal 1963 al 1967.

## Biografia
Maček nacque a Spodnja Zadobrova, vicino a Lubiana, nell'allora impero austro-ungarico. Nel 1930 divenne membro del Partito Comunista di Jugoslavia e nel 1935 andò in Unione Sovietica, dove studiò presso la Scuola Internazionale Lenin di Mosca. Tornato in Jugoslavia nel 1937, divenne membro del comitato centrale della neonata Lega dei Comunisti della Slovenia. L'anno successivo fu arrestato dalla polizia jugoslava e fu condannato a quattro anni di carcere da scontare nella famigerata prigione di Sremska Mitrovica, in Serbia.
A seguito dell'invasione della Jugoslavia nel 1941, Maček ebbe modo di fuggire dalla prigione assieme ad altri 32 prigionieri politici comunisti, aderendo poi all'Esercito Popolare di Liberazione della Jugoslavia. Nel 1942 fu inviato nella Slovenia occupata, divenendo presto il commissario politico del comando generale dei partigiani comunisti sloveni. Ottenne inoltre il grado di maggior generale e nel 1944 divenne membro del Fronte di Liberazione del Popolo Sloveno.
Dopo un incontro pianificatore avvenuto a Belgrado alla presenza di Edvard Kardelj, Josip Broz Tito e Aleksandar Ranković, il 3 maggio 1945 Maček giunse a Trieste, insediandosi in una villa di San Giovanni di Duino. In qualità di capo dell'OZNA in Slovenia, organizzò in maniera estremamente accurata e congegnata una serie di arresti e deportazioni di massa di anticomunisti e nemici del regime. Internamente all'OZNA sloveno, la linea adottata da Maček fu quella più brutale e intransigente, tantò che Boris Kraigher si appellò a Boris Kidrič affinché spingesse Maček a porre fine ai massacri perpetrati a Trieste. Kidrič aveva però le mani legate, a causa del legame di fiducia particolare che intercorreva tra Maček e lo stesso Tito. Fu proprio il Maresciallo, infatti, a informare Maček della volontà sovietica, manifestatagli nel suo quartier generale, "di eliminare il maggior numero di oppositori politici, e fare in 
modo di evitare qualsiasi processo giudiziario", impartendogli ordini espliciti in tal senso.
Dopo la guerra Maček si trasferì a vivere nella villa confiscata al farmacista Leo Bahovec. Fu ministro degli interni e vicepresidente del governo sloveno dal 1945 al 1953, vicepresidente del consiglio esecutivo della Repubblica popolare slovena e membro del consiglio esecutivo federale dal 1953 al 1963, nonché Presidente dell'Assemblea del Popolo Sloveno dal 1963 al 1967. Fu inoltre deputato dell'Assemblea nazionale e di quella federale. Nel 1952 fu insignito dell'Ordine dell'Eroe popolare della Jugoslavia.
Morì a Lubiana nel 1993 per insufficienza cardiaca.
Era il cugino di Pepca Kardelj, moglie del politico sloveno Edvard Kardelj.

### Crimini
Secondo lo storico Jože Dežman, presidente della Commissione per fosse comuni nascoste in Slovenia, Ivan Maček fu tra i maggiori responsabili delle uccisioni extragiudiziali avvenute nel dopoguerra in Slovenia.